# Alpha Ethniki 1969-1970
L'Alpha Ethniki 1969-1970 fu la 34ª edizione della massima serie del campionato di calcio greco, conclusa con la vittoria del Panathīnaïkos, al suo decimo titolo e secondo consecutivo.
Capocannoniere del torneo fu Antōnīs Antōniadīs (Panathīnaïkos), con 25 reti.

## Formula
Le squadre partecipanti furono 18 e disputarono un girone di andata e ritorno per un totale di 34 partite.
Alle 17 squadre greche si aggiunsero i campioni del campionato cipriota della stagione precedente.
Le squadre retrocesse furono tre: nel caso la squadra cipriota fosse una di queste verrebbe sostituita dai campioni della stagione in corso e la quindicesima classificata diventerebbe la terza squadra greca retrocessa.
Il punteggio prevedeva tre punti per la vittoria, due per il pareggio e uno per la sconfitta.
Il Panachaiki fu penalizzato di 13 punti.
Le squadre ammesse alle coppe europee furono quattro: i campioni alla Coppa dei Campioni 1970-1971, la vincitrice della coppa nazionale alla Coppa delle Coppe 1970-1971 e due ulteriori squadre alla Coppa delle Fiere 1970-1971, una da Salonicco e una da Atene.

## Squadre partecipanti
| Squadra            | Città      | Stadio | Stagione 1968-1969 |
| ------------------ | ---------- | ------ | ------------------ |
| AEK Atene          | Atene      |        | 6°                 |
| Arīs Salonicco     | Salonicco  |        | 3°                 |
| Egaleo             | Egaleo     |        | 7°                 |
| Ethnikos Pireo     | Il Pireo   |        | 8°                 |
| Īraklīs            | Salonicco  |        | 11°                |
| Kavala             | Kavala     |        | Beta Ethniki       |
| OFI Creta          | Candia     |        | 12°                |
| Olympiacos         | Il Pireo   |        | 2°                 |
| Olympiakos Nicosia | Nicosia    |        | Campione di Cipro  |
| Olympiakos Volos   | Volos      |        | Beta Ethniki       |
| Panachaïkī         | Patrasso   |        | Beta Ethniki       |
| Panathīnaïkos      | Atene      |        | Campione di Grecia |
| Paniōnios          | Nea Smyrnī |        | 4°                 |
| Panserraïkos       | Serres     |        | 10°                |
| PAOK               | Salonicco  |        | 5°                 |
| Pierikos           | Katerini   |        | 9°                 |
| Proodeftikī        | Korydallos |        | Beta Ethniki       |
| Vyzas              | Megara     |        | 13°                |

## Classifica finale
|                   | Pos. | Squadra            | Pt | G  | V  | N  | P  | GF | GS  | DR  |
| ----------------- | ---- | ------------------ | -- | -- | -- | -- | -- | -- | --- | --- |
| Grecia (bandiera) | 1.   | Panathīnaïkos      | 93 | 34 | 27 | 5  | 2  | 69 | 15  | +54 |
|                   | 2.   | AEK Atene          | 85 | 34 | 21 | 9  | 4  | 55 | 23  | +32 |
|                   | 3.   | Olympiacos         | 84 | 34 | 21 | 8  | 5  | 52 | 21  | +31 |
|                   | 4.   | Arīs Salonicco     | 81 | 34 | 20 | 7  | 7  | 47 | 15  | +32 |
|                   | 5.   | PAOK               | 75 | 34 | 12 | 17 | 5  | 52 | 25  | +27 |
|                   | 6.   | Īraklīs            | 74 | 34 | 14 | 12 | 8  | 37 | 31  | +6  |
|                   | 7.   | Pierikos           | 71 | 34 | 13 | 11 | 10 | 45 | 44  | +1  |
|                   | 8.   | Panserraïkos       | 70 | 34 | 14 | 8  | 12 | 31 | 27  | +4  |
|                   | 9.   | Paniōnios          | 66 | 34 | 11 | 10 | 13 | 42 | 34  | +8  |
|                   | 10.  | Egaleo             | 66 | 34 | 10 | 12 | 12 | 36 | 35  | +1  |
|                   | 11.  | Ethnikos Pireo     | 65 | 34 | 8  | 15 | 11 | 40 | 37  | +3  |
|                   | 12.  | Proodeftikī        | 65 | 34 | 9  | 13 | 12 | 36 | 34  | +2  |
|                   | 13.  | OFI Creta          | 63 | 34 | 11 | 7  | 16 | 33 | 40  | -7  |
|                   | 14.  | Kavala             | 63 | 34 | 9  | 11 | 14 | 24 | 32  | -8  |
|                   | 15.  | Vyzas              | 59 | 34 | 8  | 9  | 17 | 33 | 57  | -24 |
|                   | 16.  | Olympiakos Volos   | 52 | 34 | 6  | 6  | 22 | 20 | 63  | -43 |
|                   | 17.  | Olympiakos Nicosia | 43 | 34 | 3  | 3  | 28 | 20 | 101 | -81 |
|                   | 18.  | Panachaïkī         | 36 | 34 | 4  | 7  | 23 | 25 | 63  | -38 |

Legenda:

      Campione di Grecia
      Ammesse alla Coppa delle Fiere per Salonicco e Atene
      Ammesso alla Coppa delle Coppe
      Retrocesso in Beta Ethniki
Note:

Tre punti a vittoria, due a pareggio, uno a sconfitta.
Panachaiki penalizzato di 13 punti.

### Verdetti
- Panathinaikos campione di Grecia 1969-70 e qualificato alla Coppa dei Campioni
- Aris Salonicco qualificato alla Coppa delle Coppe
- AEK Atene e PAOK Salonicco qualificate alla Coppa delle Fiere
- Vyzas, Olympiakos Volou e Panachaiki retrocesse in Beta Ethniki.
- Olympiakos Nicosia ritorna nel campionato cipriota di calcio.